# Jorma Lehtosalo
Jorma Lehtosalo, född den 23 juni 1945 i Helsingfors, Finland, är en finländsk kanotist och tränare. 
Han deltog i två OS. Vid OS 1968 i Mexico City paddlade han K-4 1000 och kom på femte plats. Vid OS 1972 i München slutade han på sjunde plats i K-4 1000. Lehtosalo har vunnit över 15 Finska mästerskap. Han tävlade även i modern femkamp på 1960-talet.
Lehtosalo var huvudtränare för Finska Kanotförbundet 1987-2003, huvudtränare för Finska Simförbundet 1974-1976 och huvudtränare för Finska Skidskytteförbundet 1976-1980.